# Stefan Demary

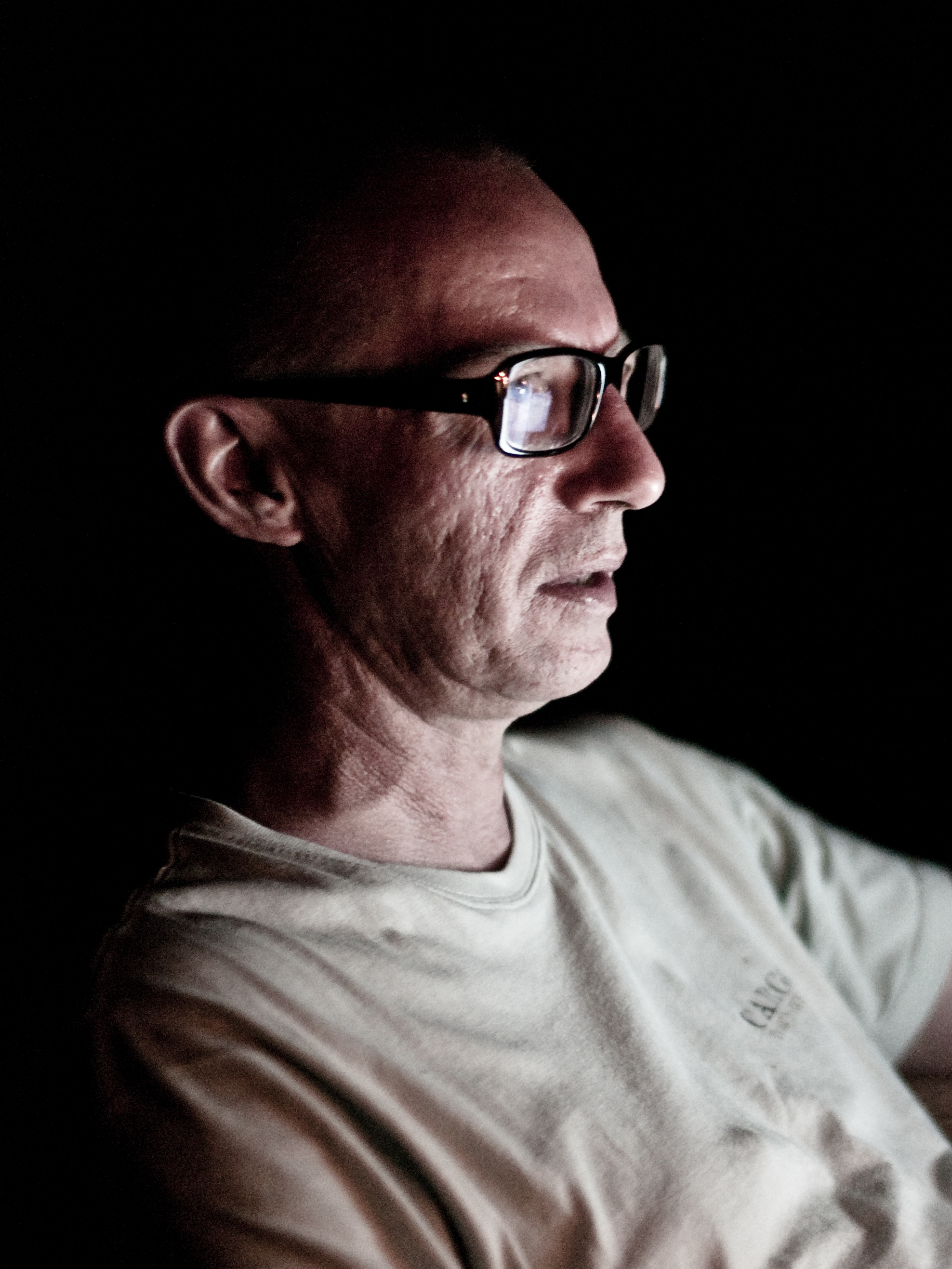
Stefan Demary (2009)

Stefan Demary (* 14. März 1958 in Troisdorf; † 29. Juni 2010 in Düsseldorf) war ein deutscher Konzeptkünstler.

## Leben
Stefan Demary war der Sohn von Trude Demary und Helmut Demary, einem Grafiker und Designer. Sein Bruder ist Frank Demary, Assistent von Imi Knoebel.
Er studierte in den Jahren 1978 bis 1985 an der staatlichen Kunstakademie Düsseldorf bei Tony Cragg und Fritz Schwegler. Demary, der die meiste Zeit in Düsseldorf lebte, machte mit seinen subversiven Zeichnungen, Collagen und zahlreichen Installationen im Innen- und Außenraum auf sich aufmerksam.
Im Jahr 1988 erhielt Demary einen Lehrauftrag an der Kunstakademie Münster und von 2001 bis 2004 lehrte er an Hochschule Niederrhein in Krefeld. Von 2007 bis 2010 war er Professor an der Kunsthochschule Kassel, wo er die Basis-Klasse leitete. Demary war seit 2003 Mitglied im Deutschen Künstlerbund.
Stefan Demary starb in Düsseldorf-Kaiserswerth an einer Krebserkrankung. Der größte Teil seiner Arbeiten befindet sich im Nachlassarchiv der Stiftung Kunstfonds. Der Kunsthistoriker Harald Uhr erstellt hierfür ein Werkverzeichnis.
Anlässlich des 5. Todestages von Stefan Demary zeigt die Galerie Wittenbrink München von 11. Juni bis 5. September 2015 eine Retrospektive. Vom 24. Juli bis 16. August 2015 sind im Kasseler Kunstverein unter dem Titel „neue enden“ Arbeiten von 36 Künstlerinnen und Künstlern der ehemaligen Schweglerklasse, darunter auch Stefan Demary, zu sehen. Eine weitere Demary-Ausstellung wird von der Stiftung Kunstfonds organisiert und im Winterrefektorium der Abtei Brauweiler ab September 2015 präsentiert.

## Werk
Demarys Kunst bestand darin, vorgefundene Dinge zu manipulieren und damit ihren Zweck und ihren Sinn umzuwidmen. Der kunsthistorisch korrekte Begriff Objet trouvé für ‚gefundener Gegenstand‘ täuscht, seinem Klang nach, darüber hinweg, dass es sich um akribisch gesuchte Gegenstände handelte, denn die von Demary benutzten Dinge wurden nach langen Sichtungen der Angebote von Kaufhäusern oder Baumärkten ausgewählt. Insofern spiegeln seine Arbeiten eine Konsumanthropologie der Alltagsdinge. Einige Gegenstände, wie eine Serie kleiner Kreuze, wurden auch angefertigt. Das Stilmittel der anschließenden Zweckentfremdung hat bei Demary mehrere Spielarten. Er veränderte die vorgefundenen Dinge durch verblüffend kleine Manipulationen und damit änderte er auch die Zeichenbeziehungen, in denen der Gegenstand existiert. Dabei wird der Gegenstand zwar nicht zerstört. Aber die erste, während seiner Herstellung, beabsichtigte Anwendung wird absurd (wie bei einem Stuhl mit verkürzten Beinen), chaotisch (einem Puzzle, dessen Teile allesamt grau gefärbt sind), sinnlos (ein Schachspiel, bei dem die Figuren beider Parteien schwarz sind) oder emotional zwiespältig (eine geköpfte Spielzeuggiraffe). Diese Manipulationen dienen einer Erkenntnis, die allein durch Anschauung gewonnen werden kann, so dass man ihre Richtigkeit nicht praktisch prüfen muss.
Demarys konzeptuelle Arbeiten zeichnen sich deshalb dadurch aus, dass sie, obwohl sehr ambivalent und tiefgründig, schon in der ersten Wahrnehmung anlocken. „Den Dingen ist etwas widerfahren, eine merkwürdige heitere Grausamkeit, die erträglich ist, weil es Dinge sind und die erschütternd belustigt, weil die Dinge Stellvertreter sind. Denn die Magie der Dinge (...) liegt darin, Stellvertreter für Lebewesen, Handlungen und Gefühle zu sein.“
Zu den wiederkehrenden Motivkreisen gehören Tiere, Puppen, Autos, Porträts, die sich in verschiedenen Werkgruppen finden lassen. So gibt es zum einen raumgreifende Installationen wie einen Lampenraum, einen Friedhofsraum, Radioraum, Räume mit Puppen (Gliederpuppen, Sexpuppen, Barbiepuppen, die an einer Wand wie für einen Straßenstrich aufgestellt wurden), einen Raum voller Plüschhunde, die mit echtem Hundekot kombiniert wurden, Räume mit modellhaft gestalteten Unfällen aus Spielzeugautos oder Bergsteigerfiguren.
Als eine zweite Gruppe lassen sich die Zeichnungen benennen, die aus kommentierten Projektzeichnungen, Märchenzeichnungen, Malen nach Zahlen und Aquarellen bestehen.
Eine dritte Gruppe bilden Porträts, die als erweiterte Selbstbildnisse bei Aktionen entstehen und anschließend per Einladungskarten verschickt wurden.
Eine vierte Gruppe lässt sich schließlich aus den Arbeiten bilden, die wie einzelne Skulpturen funktionieren: einem Spielzeuglaster, der in einem vierkantigen Metallstück feststeckt; zwei Boxerfiguren, die auf verschiedenen Standhöhen gegeneinander antreten; ein Schuhpaar mit Exemplaren verschiedener Größe; eine mit einer Bohrmaschine an die Wand gesteckte afrikanische Maske; eine Dartwerferfigur, deren Arm mit Pfeil ein Stück weit geflogen ist und nun an einer Wand festhängt; ein in Düsseldorf aufgestellter replizierter antiker Kouros, dessen Kopf auf der anderen Straßenseite liegt.
Die Kunsthistorikerin Annelie Pohlen, die Demary, ebenso wie z. B. Kasper König, früh förderte, hat ihn den „schillerndsten Künstler aus der ohnehin schillernden Schwegler-Klasse“ genannt. Dem großen Publikum wenig bekannt, wurde und wird Demary von Beteiligten des Kunstbetriebs überaus geschätzt, weshalb er bis heute einen Status als Künstler-Künstler hat.

## Einzelausstellungen (Auswahl)
(K) = Katalog
- 1983 Galerie Wittenbrink, Regensburg (K)
- 1985 Galerie Schütz, Worms (K)
- 1986 Galerie Wittenbrink, München (K)

Förderkoje Galerie Wittenbrink, Art Cologne, Köln (K)
- 1988 Galerie Wittenbrink, München
- 1989 Galerie Schütz, Frankfurt am Main (K)

Galerie Ursula Ehrhardt, Nürnberg
- 1990 Staatsgalerie München (K)
- 1991 Kunsthalle Bremerhaven (K)

Galerie Schütz, Frankfurt am Main
- 1992 Galerie Wittenbrink, München; Stadtwerke Troisdorf
- 1993 Galerie Schütz, Frankfurt am Main

Installation Akademie Schloss Solitude
- 1994 Kunstraum Neue Kunst, Hannover

Galerie Schütz, Frankfurt am Main
- 1995 Neuer Aachener Kunstverein

Arbeitsplatz Galerie, Heidelberg
- 1997 Galerie Wittenbrink, München

Museen der Stadt Lüdenscheid
Galerie Schütz, Frankfurt am Main
- 1998 Außenskulptur Kouros, Kunst am Bau Projekt,

Siemens Düsseldorf (K); Galerie M. Cosar, Düsseldorf
- 1999 1. Liga, Pfalzgalerie, Kaiserslautern (K); (Galerie M.Cosar, Düsseldorf ?)
- 2000 Papierarbeiten, Galerie Wittenbrink, München

Aggregat im Glaspavillon der Volksbühne, Berlin; (Galerie Radke ?)
- 2002 Allgemeiner Konsumverein, Braunschweig
- 2003 Museum Baden, Solingen

Kasseler Kunstverein im Fridericianum, Kassel (mit W. Spanier) (K)
Martin Leyer-Pritzkow Ausstellungen, Düsseldorf
- 2004 2 yk Galerie, Berlin

Außenskulptur Venus, Kunst am Bau Projekt, Universitätsklinikum Bonn
Kunstverein Mönchengladbach e. V.
- 2005 Brandenburgischer Kunstverein Potsdam e. V., Potsdamer Luisenforum
- 2006 Galerie Claudia Simon, Düsseldorf
- 2008 Galerie Wittenbrink, München (K)
- 2015 Ein Künstlerleben, Galerie Wittenbrink, München
- 2016 Als Dripping ist das Universum entstanden, Stefan Demary und Thomas Ruch, Martin Leyer-Pritzkow Ausstellungen, Düsseldorf

## Gruppenausstellungen (Auswahl)
(K) = Katalog
- 1982 Galerie Schloss Hardenberg, Velbert Kadruf `7, Kassel (K)
- 1984 Im Toten Winkel, Kunsthaus Hamburg (K)
- 1985 Haus Waende, Altes Museum Mönchengladbach (K)

Junge Deutsche Kunst III Groteske, Städt. Galerie Regensburg (K)
- 1986 Groteske, Kunsthaus Nürnberg
- 1987 Animal Art, Steirischer Herbst, Graz (K)
- 1988 Hier 88, Kunsthalle Baden-Baden (K)
- 1989 Ansichten-Positionen für die 90er Jahre?, Stadtgalerie Kiel (K)

D+S, Kunstverein Hamburg
- 1991 Galerie Mai 36, Luzern

Zeitrausch, Bonner Kunstverein (K)
Positionen, Art Cologne Sonderschau, Köln (K)
- 1992 Hommage an das Banale, Städt. Ausstellungshalle am Hawerkamp, Münster (K)
- 1993 Rund um die Kuppel, Württembergischer Kunstverein, Stuttgart

Made in Hamburg, Kunsthaus Hamburg (K)
- 1994 Züge-Züge, Villa Merkel, Esslingen (K)
- 1995 Duchamps Urenkel, Bonner Kunstverein (K)
- 1996 Maschinen, Galerie Schlüter, Hamburg
- 1998 Stipendiaten-Ausstellung, Schloss Ringenberg

Goethe Institut, Ankara, Türkei (K)
- 1999 Oh Hitchcock, Kunsthalle Tirol, Hall, Österreich
- 2000 Galerie Schlick, Düsseldorf

Galerie Michael Cosar, Düsseldorf
Am Ort, Deutscher Künstlerbund, Künstlerhof Berlin-Buch (K)
- 2001 Big Nothing, Kunsthalle Baden-Baden (K)

Und keiner hinkt, 22 Wege vom Schwegler wegzukommen, Museum Kurhaus Kleve (K)
Bon Direct, Bonner Kunstverein (K)
Und keiner hinkt, 22 Wege um vom Schwegler wegzukommen, Kunsthalle Düsseldorf
Piano III, Galerie Carla Stützer, Köln
My Choice, Galerie J. Friedrich, Dortmund
Galerie Michael Cosar, Düsseldorf
Stella-Starlights, Edition Stella A.,Berlin
- 2002 Stadt Kunst, Bonn
- 2003 Herbarium der Blicke, Kunst- und Ausstellungshalle der BRD, Bonn (K)

Friendly Fire, Shedhalle Frauenfeld, Schweiz
Stipendiaten Ausstellung, Schloss Balmoral, Bad Ems (K)
- 2004 Friendly Fire, Pfalzgalerie Kaiserslautern (K)

running Mars, Pan Kunstforum Niederrhein, Emmerich (K)
Friendly Fire, The Gus Fisher Gallery; Auckland, Neuseeland
Die ungeschriebene Nachkriegsgeschichte der Zeichnung, Galerie Hübner, Frankfurt
- 2005 Tapko, Nordjyllands Kunstmuseum, Aalborg, Dänemark (K)

Stabile Seitenlage – von der Komplexität Bildender Kunst, (K)
Museum Bochum, Galerie der Künstler München,
Hochschule für Bildende Künste Dresden+Kunsthaus Dresden,
Neues Museum Weserburg Bremen
- 2006 Faites vos jeux! Kunst und Spiel seit Dada, (K)

Museum für Gegenwartskunst Siegen,
Cobra Museum für moderne Kunst, Amstelveen, Holland
- OUR FRIENDS, Adolf Bierbrauer, Stefan Demary, Hans-Jörg Holubitschka, Jårg Geismar, Martin Leyer-Pritzkow Ausstellunge, Düsseldorf

## Auszeichnungen, Preise, Stipendien
- 1981–1982 Stipendium Cité Internationale des Arts Paris
- 1989–1990 Barkenhoff-Stipendium, Worpswede
- 1991 Arbeitsstipendium, Hamburg
- 1992 Stipendium Akademie Schloss Solitude, Stuttgart
- 1993 Arbeitsstipendium der Stiftung Kunstfonds, Bonn
- 1995 Stiftung Kunst und Kultur, NRW
- 1997–1998 Stipendium Schloss Ringenberg
- 2002 Kunstpreis der Stadtsparkasse Solingen, Museum Baden
- 2003 Stipendium Künstlerhaus Schloss Balmoral, Bad Ems
- 2006 Stipendium Stiftung Künstlerdorf Schöppingen
- 2007 Triennale-Kleinplastik-Preis, Fellbach

## Bibliografie
- Heike Endter: Demary. Ein Künstlerleben, Neofelis, Berlin 2020, ISBN 978-3-95808-310-3.
- Annelie Pohlen, Stephan Berg (Hrsg.): Fonds zur guten Aussicht; Kunstfonds 1980–2010. Verlag für moderne Kunst, Nürnberg, 2011, ISBN 978-3-86984-250-9.
- Heike Endter: Stefan Demary. Galerie Wittenbrink, München, 2008.
- Karl Heinz Rummeny (Hrsg.): Parkhaus im Malkastenpark 1997–2011. Druckverlag Kettler, Bönen, 2012.
- Friendly Fire. Katalog zur Gruppenausstellung in der Pfalzgalerie Kaiserslautern, Kerber, Bielefeld, 2004. (Britta E. Buhlmann, Wir gegen uns selbst? / Us Against Ourselves?, Leonhard Emmerling, Friendly Fire)
- St. Demary, Künstlerhaus Schloss Balmoral, Bad Ems, 2004.
- Bernhard Balkenhol: Stefan Demary / Wolfgang Spanier. 2 aus ... DÜSSELDORF. Kasseler Kunstverein, Kassel, 2003, ISBN 3-927941-33-6.
- Fusion. Galerie Huber Goueffon / Galerie Wittenbrink, München, 2001. (Carolin Probst, Michael Wagner: Stefan Demary: Umfrage)
- Bon direct. Stefan Demary, Yvon Favrot, Michaela Sadlowski, Ute Sroka, 2001.
- Stefan Demary, Kouros. Siemens AG, München, 1998. (Der Kouros für Düsseldorf. Ein Gespräch mit Stefan Demary, Kasper König und Matthias Winzen.)
- Duchamps Urenkel. Ausstellungskatalog Bonner Kunstverein, Bonn, 1995. (Johannes Stahl, „Stefan Demary – ganz privat. Eine Homestory“; Annelie Pohlen, „Vom Denken mit Spielzeugen zum Empfinden mit Störungen – Stefan Demarys winklige Gradlinigkeit in der kreativen Sachkunde“)
- Petra Römer-Westarp: Stefan Demary. Ausstellungskatalog, Stadtwerke Troisdorf, Troisdorf, 1992.
- Ulrich Bischoff: Stefan Demary. Staatsgalerie Moderner Kunst, Bayerische Staatsgemäldesammlung München, München, 1990.
- Stefan Demary. Staatliche Kunsthalle, Baden-Baden, 1988.